# Enchelynassa
Enchelynassa es un género de peces de la familia morénidas  en el orden de los Anguilliformes.

## Especies
- Enchelynassa formosa (Quoy & Gaimard, 1824)
- Enchelynassa canina (Quoy & Gaimard, 1824)